# بيت فوكس
بيت فوكس (بالإنجليزية: Pete Fox) هو لاعب كرة قاعدة أمريكي، ولد في 8 مارس 1909 في إيفانسفيل في الولايات المتحدة، وتوفي في 5 يوليو 1966 في ديترويت في الولايات المتحدة بسبب سرطان.

## وصلات خارجية
- بيت فوكس على موقعبيزبول رفرنس.كوم (الدوري الرئيسي) (الإنجليزية)
- بيت فوكس على موقعبيزبول رفرنس.كوم (الدوري الثانوي) (الإنجليزية)